# Cociella hutchinsi
Cociella hutchinsi is een straalvinnige vissensoort uit de familie van platkopvissen (Platycephalidae). De wetenschappelijke naam van de soort is voor het eerst geldig gepubliceerd in 1996 door Knapp.